# Антонін Капек
Антонін Капек (чеськ. Antonín Kapek; 6 червня 1922, Роуднице-над-Лабем — 23 травня 1990, Свинна) — чехословацький комуністичний політик, член Політбюро ЦК Компартії Чехословаччини, секретар Празького комітету КПЧ. Займав неосталіністичні позиції, був супротивником Празької весни. Підписав звернення до керівництва КПРС із закликом втрутитися в чехословацькі події, що створило привід для введення військ Варшавського договору у серпні 1968 року. Був активним провідником консервативної «нормалізації». Після Оксамитової революції наклав на себе руки.

## Промислова та партійна кар'єра
У ранній молодості Антонін Капек працював слюсарем. У 1953 році закінчив у Празі машинобудівний факультет Чеського технічного університету. Працював інженером, обіймав адміністративно-господарські посади, у 1965—1968 роках був генеральним директором підприємства ČKD у Празі. Перебував в урядущій Комуністичній партії Чехословаччини (КПЧ).
У 1958 році Антоніна Капека кооптовано до складу ЦК КПЧ. З 1970 до 1988 рік — член Політбюро. З 1964 до 1989 рік — депутат Національних зборів і Федеральних зборів ЧССР. Вважався фаворитом першого секретаря ЦК КПЧ та президента ЧССР Антоніна Новотни.

## Політик КПЧ

### Противник Празької весни
Антонін Капек представляв у керівництві КПЧ технократичну частину партапарату. При цьому він дотримувався неосталіністських позицій, був прихильником жорсткого партійного режиму й економічної централізації.
У 1968 році Капек вороже поставився до реформ Празької весни. У червні він написав особистий лист до ЦК КПРС з проханням про надання «братньої допомоги» (за змістом — силове припинення реформ). У серпні Антонін Капек, Василь Біляк, Алоїс Індра, Драгомир Колдер та Олдржих Швестка як представники керівництва КПЧ направили до ЦК КПРС т.з. «Лист-запрошення» — звернення про «допомогу та підтримку всіма наявними засобами» для «порятунку від небезпеки неминучої контрреволюції». За кілька днів після передачі цього документа відбулося введення до Чехословаччини військ Варшавського договору.

### Діяч «Нормалізації»
Антонін Капек був одним із головних провідників «нормалізації» 1970—1980-х років. У 1970-х роках Капек очолював Празький комітет КПЧ. Його діяльність на цій посаді піддавалася критиці з боку не лише дисидентів, а й архітектурно-містобудівної громадськості за знесення історичної залізничної станції Прага-Тешнов. Капек демонстративно підкреслював свою прихильність до прорадянської лінії, регулярно організовував у Празі «місячники чехословацько-радянської дружби», публічно висловлював подяку СРСР і КПРС за «інтернаціональну допомогу» буквально з кожного приводу (наприклад, при відкритті нового маршруту метро). Був інформатором КДБ під кодовим ім'ям Vit.
З іншого боку, орієнтація Капека на СРСР призвела до того, що у другій половині 1980-х років він став висловлюватися на користь економічних реформ на кшталт першого етапу радянської Перебудови (госпрозрахунок, самофінансування тощо). Примикав до помірно-перебудовної групи, яку очолював Любомир Штроугал. Це викликало різку відсіч консерваторів, зокрема Біляка й Індри. У квітні 1988 року Капека вивели з Політбюро (Президії) ЦК КПЧ і замінено послідовним неосталіністом Мирославом Штепаном.

## Революція та смерть
Оксамитова революція 1989 року радикально змінила ситуацію у Чехословаччині. У листопаді нове керівництво КПЧ проголосило проходження курсу Празької весни. У грудні компартію вже відсторонили від влади. Дії Антоніна Капека 1968 року стали розглядатися як національна зрада. На початку 1990 року його виключили з КПЧ.
Вже 4 січня 1990 року Капек зробив спробу самогубства. Вона не вдалася. Однак його рішення піти з життя було непохитним. 23 травня 1990 року Капек повісився у будинку своєї дочки.